# Глико, Александр Олегович
Алекса́ндр Оле́гович Глико (род. 1 января 1948 года, Москва) — советский и российский учёный-геофизик, академик РАН (2006). Профессор физического факультета МГУ. Академик-секретарь Отделения наук о Земле РАН (2008-2022).

## Биография
Родился 1 января 1948 года в семье геолога из НИГРИЗолото Олега Александровича Глико.
В 1972 году окончил физический факультет Московского государственного университета им. М. В. Ломоносова.
В 1976 году защитил кандидатскую диссертацию, в 1989 году — докторскую.
С 1976 года работал в Институте физики Земли им. О. Ю. Шмидта АН СССР, с 1993 по 1998 годы — заместитель директора Института планетарной геофизики Объединённого Института физики Земли им. О. Ю. Шмидта РАН, с 1998 года — заместитель директора Института физики Земли им. Г. А. Гамбурцева РАН.
В 2002 году А. О. Глико — директор Объединённого института физики Земли и одновременно стал директором Института физики Земли имени Г. А. Гамбурцева.
В 1997 году избран членом-корреспондентом, с 2006 года — действительным членом РАН.
Академик-секретарь ОНЗ РАН.
Главный редактор журналов «Вестник Отделения наук о Земле РАН», «Физика Земли» (c 1999). Член редколлегий журналов «Геотектоника» и «Episodes».

## Область научных интересов
Геофизика и геотермия (высокотемпературные гидротермальные системы). Он построил теорию эффективной добротности двухфазных сред, внёс вклад в развитие асимптотических методов решения нелинейных задач геотермии.

## Основные работы
Автор более 100 научных публикаций, среди них:
- Глико А. О. Залечивание системы трещин вследствие осаждения компонентов из охлаждающегося гидротермального раствора // Физика Земли. — 2005. — № 11.
- Глико А. О. Влияние осаждения твёрдой фазы из гидротермального раствора на залечивание трещин и эволюцию проницаемости системы // Физика Земли. — 2002. — № 1.
- Глико А. О., Сомин М. Л. Тепловой режим коры и метаморфический эффект цоколя в области раздела фундамент-чехол в складчатых сооружениях // Физика Земли. — 1998. — № 6.
- Глико А. О., Петрунин А. Г., Моделирование тепломассопереноса в системе «чёрный курильщик — магматическая камера» // Физика Земли. — 1998. — № 7.
- Gliko A. O. Sealing of hydrothermal cracks due to the precipitation of silica and the evolution of permeability in the upflow zones // Structures in the continental Crust and Geothermal Resources, Siena, 2003.